# Cyrtopodion potoharense
Cyrtopodion potoharense este o specie de șopârle din genul Cyrtopodion, familia Gekkonidae, descrisă de Muhammad Sharif Khan în anul 2001. A fost clasificată de IUCN ca specie cu risc scăzut. Conform Catalogue of Life specia Cyrtopodion potoharense nu are subspecii cunoscute.